# حبيلة
حُبَيْلَة (الاسم العلمي: Chorda)، جنس طحالب من الطحالب البنية وفصيلة الحُبيليات. أنواعه المعروفة حاليًا اثنان.